# Stefan Bogusław Rupniewski
Stefan Bogusław Rupniewski herbu Szreniawa (ur. 1671 w Bidzinach, zm. 21 kwietnia 1731 na zamku w Torczynie) – polski biskup rzymskokatolicki, biskup pomocniczy lwowski w latach 1713–1716, biskup diecezjalny kamieniecki w latach 1716–1721, biskup diecezjalny łucki 1721–1731, dziekan lwowskiej kapituły katedralnej, kanonik lwowskiej kapituły katedralnej w 1715 roku, kanonik kamienieckiej kapituły katedralnej w 1716 roku.

## Życiorys
Urodził się w kalwińskiej rodzinie szlacheckiej. W młodości zapewne pod wpływem wuja Stefana Bidzińskiego przeszedł na katolicyzm, którego stał się fanatycznym wyznawcą na resztę życia. Wykształcony w kolegiach jezuickich w 1697 uzyskał doktorat z teologii na Akademii Krakowskiej.
Święcenia kapłańskie przyjął 2 lutego 1698. Następnie podjął działalność duszpasterską jako kanonik poznański, archidiakon warszawski (1698–1715), kanonik w Krakowie i Sandomierzu oraz scholastyk (później dziekan) kolegiaty w Stanisławowie, proboszcz w Bidzinach i Goźlicach.
W tym czasie zasłynął z tego, że umierającą matkę razem z przebywającą z nią córką pastora przemocą zamknął w klasztorze benedyktynek w Sandomierzu i zmusił obie do zmiany wyznania (matka zmarła w klasztorze). W 1691 wytoczył proces pastorowi Petroselinowi z Chmielnika, doprowadzając do zamknięcia zboru i szkoły w tej miejscowości. W 1715 dzięki jego staraniom siłą przejęto zbór w Radzięcinie oraz wytoczono proces o remont zboru w Piaskach Wielkich koło Lublina. Tego ostatniego nie udało się mu znieść, gdyż w jego obronie wystąpił przekupiony przez kalwinistów biskup.
22 maja 1713 został prekonizowany przez papieża Klemensa XI na biskupa pomocniczego archidiecezji lwowskiej i biskupa tytularnego Lycopolis. W archidiecezji lwowskiej piastował także godność dziekana kapituły katedralnej. W 1716 został przeniesiony do diecezji kamienieckiej, gdzie w 1718 roku ufundował w dobrach biskupich dwa kościoły: w Czerczach i w Zinkowcach. W 1721 objął diecezją łucką.
W 1724 otrzymał od króla Augusta II Mocnego przywilej lokacji Skrzeszewa jako miasta. 10 stycznia 1723 konsekrował kościół jezuitów w Drohiczynie, odbudował zniszczoną przez pożar katedrę, którą też konsekrował 23 października 1726 i ukończył budowę kolegiaty Przenajświętszej Trójcy w Janowie Podlaskim.
W 1726 przeprowadził synod diecezjalny, którego skutkiem był podział diecezji łuckiej na 2 archidiakonaty (łucki i brzeski). Przeciwstawił się też grzebaniu zmarłych w niepoświęconej ziemi.
26 września 1727 przekazał paulinom jasnogórskim sanktuarium Matki Bożej w Leśnej Podlaskiej. Dokonał koronacji obrazów maryjnych w Kodniu i Podkamieniu.
Został pochowany w jezuickim kościele Świętych Piotra i Pawła w Krakowie.